# Cotteinae
Cotteinae je podtribus trajnica i jednogodišnjeg bilja iz porodice trava, dio je tribus Eragrostideae, čije su vrste iz četiri roda rasprostranjene po svim kontinentima. Jedina vrsta koja raste i u Europi je Enneapogon persicus u Španjolskoj.

## Rodovi
1. Cottea Kunth (1 sp.)
2. Enneapogon Desv. ex P.Beauv. (28 spp.)
3. Kaokochloa De Winter  (1 sp.)
4. Schmidtia Steud. ex J.A.Schmidt (2 spp.)